# Eliminatórias da Copa do Mundo FIFA de 2026 – CAF (Grupo F)
Esta página apresenta os resultados das partidas do Grupo F das eliminatórias africanas (CAF) para a Copa do Mundo FIFA de 2026.
O vencedor do grupo se classificará diretamente para a Copa do Mundo, e o segundo colocado poderá disputar o play-off para avançar a repescagem.

## Classificação
| Pos | Equipe          | Pts | J | V | E | D | GP | GC | SG  | Classificado               |     |     |     |     |     |     |        |
| --- | --------------- | --- | - | - | - | - | -- | -- | --- | -------------------------- | --- | --- | --- | --- | --- | --- | ------ |
| 1   | Costa do Marfim | 16  | 6 | 5 | 1 | 0 | 14 | 0  | +14 | Copa do Mundo FIFA de 2026 |     | —   | 1–0 | Set | Out | 1–0 | 9–0    |
| 2   | Gabão           | 15  | 6 | 5 | 0 | 1 | 12 | 6  | +6  | Possível play-off          |     | Set | —   | Out | 2–1 | 3–2 | 3–0    |
| 3   | Burundi         | 7   | 5 | 2 | 1 | 2 | 8  | 7  | +1  |                            |     | 0–1 | 1–2 | —   | Out | 3–2 | 25 mar |
| 4   | Quénia          | 6   | 6 | 1 | 3 | 2 | 11 | 8  | +3  |                            | 0–0 | 1–2 | 1–1 | —   | Set | Set |        |
| 5   | Gâmbia (Z)      | 4   | 6 | 1 | 1 | 4 | 12 | 13 | −1  |                            | 0–2 | Out | Set | 3–3 | —   | 5–1 |        |
| 6   | Seicheles (Z)   | 0   | 5 | 0 | 0 | 5 | 2  | 25 | −23 |                            | Out | Set | 1–3 | 0–5 | Out | —   |        |

## Partidas
| 16 de novembro de 2023 | Burundi                                        | 3 – 2     | Gâmbia                               | Estádio Nacional Benjamin Mkapa, Dar es Salaam (Tanzânia) |
| 16:00 (UTC+3)          | Bigirimana 31' · Nsabiyumva 35' · Abdallah 75' | Relatório | Barrow 45+4' · E. Colley 90+8' (pen) | Árbitro: BEN Louis Houngnandande                          |

| 16 de novembro de 2023 | Gabão                   | 2 – 1     | Quénia   | Estádio de Franceville, Franceville |
| 17:00 (UTC+1)          | Bouanga 60' · Kanga 88' | Relatório | Juma 40' | Árbitro: EGY Mohamed Maarouf        |

| 17 de novembro de 2023 | Costa do Marfim | 9 – 0     | Seicheles | Estádio Olímpico, Abidjã                    |
| 19:00 (UTC+0)          | Haller 20' (pen) · Sangaré 24' · Adingra 36' · Konaté 40' (pen), 90+5' · S. Fofana 60' · Traorè 77', 90+4' · Krasso 84' (pen) | Relatório |           | Público: 23 204 Árbitro: SEN Adalbert Diouf |

| 19 de novembro de 2023 | Burundi        | 1 – 2     | Gabão                       | Estádio Nacional Benjamin Mkapa, Dar es Salaam (Tanzânia) |
| 16:00 (UTC+3)          | Bigirimana 87' | Relatório | Allevinah 35' · Bouanga 83' | Árbitro: SEN Issa Sy                                      |

| 20 de novembro de 2023 | Gâmbia | 0 – 2     | Costa do Marfim            | Estádio Nacional Benjamin Mkapa, Dar es Salaam (Tanzânia) |
| 19:00 (UTC+3)          |        | Relatório | Kouamé 45' · S. Fofana 85' | Árbitro: MAR Jalal Jiyed                                  |

| 20 de novembro de 2023 | Seicheles | 0 – 5     | Quénia                                               | Estádio Félix Houphouët-Boigny, Abidjã (Costa do Marfim) |
| 19:00 (UTC+0)          |           | Relatório | Olunga 3', 6' · Juma 45+3' · Onyango 62' · Omala 73' | Público: 404 Árbitro: GUI Younoussa Camara               |

| 7 de junho de 2024 | Quénia    | 1 – 1     | Burundi      | Estádio Nacional Bingu, Lilongué (Malawi) |
| 15:00 (UTC+2)      | Abuya 72' | Relatório | Abdallah 85' | Árbitro: BFA Jean Ouattara                |

| 7 de junho de 2024 | Costa do Marfim | 1 – 0     | Gabão | Estádio Amadou Gon Coulibaly, Korhogo   |
| 19:00 (UTC+0)      | Fofana 36'      | Relatório |       | Público: 17 522 Árbitro: SOM Omar Artan |

| 8 de junho de 2024 | Gâmbia                                                          | 5 – 1     | Seicheles     | Estádio Municipal de Berkane, Berkane (Marrocos) |
| 17:00 (UTC+1)      | Badamosi 10', 66' · Barrow 52' (pen) · Minteh 55' · Sidibeh 78' | Relatório | Henriette 14' | Público: 700 Árbitro: NGA Joseph Ogabor          |

| 11 de junho de 2024 | Quénia | 0 – 0     | Costa do Marfim | Estádio Nacional Bingu, Lilongué (Malawi) |
| 15:00 (UTC+2)       |        | Relatório |                 | Público: 6 000 Árbitro: MAR Jalal Jiyed   |

| 11 de junho de 2024 | Gabão                                        | 3 – 2     | Gâmbia                 | Estádio de Franceville, Franceville |
| 20:00 (UTC+1)       | Allevinah 52' · Aubameyang 70' · Bouanga 72' | Relatório | Minteh 33' · Adams 79' | Árbitro: TUN Sadek Selmi            |

| 11 de junho de 2024 | Seicheles   | 1 – 3     | Burundi                            | Estádio Municipal de Berkane, Berkane (Marrocos) |
| 20:00 (UTC+1)       | Hoareau 78' | Relatório | Abdallah 34' · Kanakimana 62', 69' | Árbitro: NIG Mohamed Ali Moussa                  |

| 20 de março de 2025 | Gabão                           | 3 – 0     | Seicheles | Estádio de Franceville, Franceville |
| 20:00 (UTC+1)       | Allevinah 3' · Bouanga 30', 63' | Relatório |           | Árbitro: TUN Mehrez Malki           |

| 20 de março de 2025 | Gâmbia                       | 3 – 3     | Quénia                                        | Estádio Olímpico, Abidjã (Costa do Marfim) |
| 19:00 (UTC+0)       | Barrow 55', 84' · Minteh 61' | Relatório | Olunga 69' (pen) · Bajaber 75' · Wilson 90+6' | Árbitro: CMR Abdou Mefire                  |

| 21 de março de 2025 | Burundi | 0 – 1     | Costa do Marfim | Estádio Honneur, Mequinez (Marrocos) |
| 20:00 (UTC+1)       |         | Relatório | Guessand 16'    | Árbitro: MAR Samir Guezzaz           |

| 23 de março de 2025 | Quénia     | 1 – 2     | Gabão                     | Estádio Nacional de Nyayo, Nairóbi |
| 16:00 (UTC+3)       | Olunga 62' | Relatório | Aubameyang 16', 52' (pen) | Árbitro: LBY Ibrahim Mutaz         |

| 24 de março de 2025 | Costa do Marfim | 1 – 0     | Gâmbia | Estádio Félix Houphouët-Boigny, Abidjã   |
| 19:00 (UTC+0)       | Haller 15'      | Relatório |        | Público: 19 471 Árbitro: SSD Ring Malong |

| 25 de março de 2025 | Burundi                                                                   | 5 – 0     | Seicheles | Estádio Honneur, Mequinez (Marrocos) |
| 20:00 (UTC+1)       | Nduwarugira 22' · Bimenyimana 24', 31' · Kanakimana 50' · Girumugisha 56' | Relatório |           | Árbitro: ALG Youcef Gamouh           |

| setembro de 2025 | Quénia | – | Gâmbia |  |
| --:--            |        |   |        |  |

| setembro de 2025 | Seicheles | – | Gabão |  |
| --:--            |           |   |       |  |

| setembro de 2025 | Costa do Marfim | – | Burundi |  |
| --:--            |                 |   |         |  |

| setembro de 2025 | Gabão | – | Costa do Marfim |  |
| --:--            |       |   |                 |  |

| setembro de 2025 | Quénia | – | Seicheles |  |
| --:--            |        |   |           |  |

| setembro de 2025 | Gâmbia | – | Burundi |  |
| --:--            |        |   |         |  |

| outubro de 2025 | Seicheles | – | Costa do Marfim |  |
| --:--           |           |   |                 |  |

| outubro de 2025 | Gâmbia | – | Gabão |  |
| --:--           |        |   |       |  |

| outubro de 2025 | Burundi | – | Quénia |  |
| --:--           |         |   |        |  |

| outubro de 2025 | Gabão | – | Burundi |  |
| --:--           |       |   |         |  |

| outubro de 2025 | Seicheles | – | Gâmbia |  |
| --:--           |           |   |        |  |

| outubro de 2025 | Costa do Marfim | – | Quénia |  |
| --:--           |                 |   |        |  |